# Sex on the Beach (singolo)
Sex on the Beach è un singolo del gruppo musicale italiano Dark Polo Gang, pubblicato il 17 maggio 2019 come secondo estratto dalla riedizione del terzo album in studio Trap Lovers.

## Tracce
1. Sex on the Beach – 2:46